# Albirex Niigata
Albirex Niigata (アルビレックス新潟 Arubirekkusu Nīgata?) este un club de fotbal din Niigata, Japonia, care în prezent evoluează în J. League.

## Fotbaliști internaționali
- Oséas
- Bruno Cortez
- Michael Fitzgerald

## Antrenori
| Nume                | Țara          | Început       | Sfârșit       | M   | V  | E  | Î  | % victorii | Note                               | Ref.                    |
| ------------------- | ------------- | ------------- | ------------- | --- | -- | -- | -- | ---------- | ---------------------------------- | ----------------------- |
| Frans van Balkom    | Țările de Jos | 1994          | 1997          | 36  | 28 | 3  | 5  | 77,78      | Promovare în Japan Football League | [ 1 ]                   |
| Yoshikazu Nagai     | Japonia       | 1998          | 2000          | 108 | 49 | 7  | 52 | 45,37      | Promovare în J. League Division 2  | [ 1 ]                   |
| Yasuharu Sorimachi  | Japonia       | 2001          | 2005          | 196 | 97 | 40 | 59 | 49,49      | Promovare în J. League Division 1  | [ 1 ]                   |
| Jun Suzuki          | Japonia       | 2006          | 2009          | 136 | 51 | 32 | 53 | 37,5       |                                    | [ 1 ] [ 2 ] [ 3 ] [ 4 ] |
| Hisashi Kurosaki    | Japonia       | 2010          | 21 mai 2012   | 80  | 24 | 25 | 31 | 30         |                                    | [ 5 ] [ 6 ] [ 7 ] [ 8 ] |
| Nobuhiro Ueno*      | Japonia       | 22 mai 2012   | 10 iunie 2012 | 1   | 0  | 0  | 1  | 0          |                                    | [ 9 ] [ 8 ]             |
| Masaaki Yanagishita | Japonia       | 11 iunie 2012 | prezent       | 89  | 37 | 25 | 27 | 41,57      |                                    | [ 7 ] [ 8 ] [ 10 ]      |

* Interimar.

## Palmares
- J. League Division 2
  - Campionă (1) : 2003
- Hokushinetsu Football League
  - Campionă (3) : 1986, 1996, 1997
  - Finalistă (1) : 1992
- Shakaijin Cup
  - Finalistă (1) : 1995